# 咸池三
咸池三，即御夫座λ（λ Aur, λ Aurigae）是一个位于御夫座的双星系统，距离地球约41.2光年。

## 特征
咸池三的主星咸池三A是一颗黄色G-型次巨星，视星等为+4.69。它的伴星咸池三B距离主星29角秒，视星等为+13.4。这对联星有两颗光学双星：距离42角秒，视星等为+8.6的咸池三C以及距离146角秒的咸池三D。

## 命名
在中国古代星官系统中，它属于西方白虎七宿毕宿的星官咸池第三星，这也是咸池三名字的来由。在西方，咸池三有时会贝称为 Al Hurr，在阿拉伯语中是“小羊”的意思。